# Landover
Landover – miejscowość spisowa w stanie Maryland, w hrabstwie Prince George’s. W roku 2010 liczyło 23 078 mieszkańców. Ma powierzchnię 4,1 km².

## Sport
- Washington Redskins – zawodowy zespół futbolu amerykańskiego

## Osoby związane z Landover
- Len Bias